# 福尔图纳托·巴尔代利
福爾圖納托·巴爾代利（義大利語：Fortunato Baldelli，1935年8月6日—2012年9月20日），是意大利籍天主教執事級樞機。曾是聖座聖赦院院長。

## 生平
巴爾代利出生於1935年8月6日，意大利佩魯賈省的市鎮瓦爾法布里卡，於1961年3月18日晉鐸，
1983年4月23日晉牧，並被時任教宗若望·保祿二世任命為聖座駐安哥拉大使，兼任聖座駐聖多美和普林西比大使，領銜Mevania總主教。1994年，擔任聖座駐法國大使和聖座駐秘魯大使。2009年6月2日起擔任聖赦院院長。
2010年11月20日被教宗本篤十六世冊封為執事級樞機。2012年1月5日荣休，及由曼努埃爾·蒙泰羅·德·卡斯特羅樞機接替成為聖座聖赦院院長。同年9月20日在意大利羅馬逝世。

## 牧徽

福尔图纳托·巴尔代利枢机牧徽